# Salvador Heresi
Saleh Carlos Salvador Heresi Chicoma (nascido em 16 de fevereiro de 1966) é um advogado e político peruano. Ao longo de sua carreira política, foi prefeito de San Miguel de 2003 a 2014, membro do Congresso Peruano de 2016 a 2020 e Ministro da Justiça e Direitos Humanos no início do governo de Martín Vizcarra, em 2018.
Heresi começou sua carreira política no Partido Popular Cristão no distrito de San Miguel, servindo como vereador de 1990 a 1992 e, posteriormente, como prefeito de 2003 a 2014. Heresi acabou deixando o partido para fundar o Peruanos para a Mudança em 2011. Após uma candidatura fracassada para prefeito de Lima em 2014, ficando em quarto lugar com 5,6% do voto popular, Heresi foi eleito para o Congresso Peruano nas eleições gerais de 2016.
Durante seu mandato no Congresso, Heresi alinhou-se com o presidente Pedro Pablo Kuczynski, mas a bancada parlamentar do mesmo mostrou-se instável após a queda de Kuczynski e a ascensão de Martín Vizcarra à presidência. Heresi foi nomeado Ministro da Justiça e dos Direitos Humanos em abril de 2018, mas durou apenas três meses no cargo após a revelação de seu envolvimento indireto no escândalo CNM Audios, no qual Heresi foi pego em comunicação com o  desonrado juiz do Supremo Tribunal César Hinostroza. Heresi acabou sendo demitido por Vizcarra em julho de 2018.
Após a sua saída do governo, Heresi alinhou-se com o lado mais conservador da bancada parlamentar, acabando por abandonar a bancada em Novembro de 2018. O seu partido mudou o seu nome oficial em Fevereiro de 2019 e ele continuou a servir como secretário-geral. Seu mandato no Congresso terminaria parcialmente em 30 de setembro de 2019, com a dissolução do Congresso peruano. Opondo-se à decisão de Vizcarra, ele tentou, sem sucesso, recuperar seu assento nas eleições parlamentares antecipadas de 2020. Depois de obter apenas uma baixa percentagem de votos, serviu na Assembleia Permanente do Congresso como Segundo Vice-Presidente do Congresso até 16 de março de 2020, renunciando ao seu partido e anunciando a sua retirada da política.
Em janeiro de 2021, Heresi anunciou seu retorno político ao se registrar na Aliança para o Progresso,, mas deixou o partido pouco depois ao se juntar ao Podemos Perú.